# فابيان كونتونز
فابيان كونتونز (بالفرنسية: Fabien Centonze)‏ (16 يناير 1996 بفوارون في فرنسا - ) هو لاعب كرة قدم فرنسي في مركز الوسط. لعب مع نادي إيفيان.

## وصلات خارجية
- فابيان كونتونز على موقع الاتحاد الأوربي (الإنجليزية)
- فابيان كونتونز على موقع إي إس بي إن إف سي (الإنجليزية)
- فابيان كونتونز على موقع قاعدة بيانات كرة القدم.إي يو (الإنجليزية)
- فابيان كونتونز على موقع ليكيب (الفرنسية)
- فابيان كونتونز على موقع Soccerway.com (الإنجليزية)
- فابيان كونتونز على موقع عالم كرة القدم.نت (الإنجليزية)
- فابيان كونتونز على موقع AS.com (الإسبانية)